# Percy Creek, Sudbury District
Percy Creek är ett vattendrag i Kanada.   Det ligger i provinsen Ontario, i den sydöstra delen av landet, 600 km väster om huvudstaden Ottawa.
I omgivningarna runt Percy Creek växer i huvudsak blandskog. Trakten runt Percy Creek är nära nog obefolkad, med mindre än två invånare per kvadratkilometer.